# Véronique Dasen
Véronique Dasen (* 7. Dezember 1957) ist eine Schweizer Klassische Archäologin, die an der  Universität Freiburg lehrt. Ihre Forschung fokussiert auf interdisziplinäre Fragestellungen, insbesondere auf den Beitrag von Archäologie und Ikonografie zur Kulturgeschichte. Forschungsfelder sind Medizin- und Körpergeschichte sowie Kinder- und Geschlechterforschung.

## Leben und Wirken
Véronique Dasen studierte von 1976 bis 1982 Klassische und Provinzialrömische Archäologie, Alte Geschichte sowie französische Literatur an der Universität Lausanne und schloss ihr Studium 1982 mit dem Lizenziat ab. Anschliessend promovierte sie an der Universität Oxford in Ägyptologie und Klassischer Archäologie und habilitierte sich im Jahr 2000 an der Universität Freiburg. Dort ist sie seit 2008 Professorin für Klassische Archäologie.
Sie war als Gastdozentin an verschiedenen Universitäten tätig, so in Bern, Lausanne, Angers, Palermo und Paris (Université Paris 1 Panthéon-Sorbonne, École pratique des hautes études, Ecole normale supérieure). Sie ist Mitglied des Forschungszentrums ANHIMA (Anthropologie et histoire des mondes antiques) in Paris.
Seit 2017 leitet sie das Forschungsprojekt „Locus Ludi“, das sich mit der Spielkultur in der griechischen und römischen Antike befasst. Das Forschungsprojekt dauert bis 2022 und wird vom Europäischen Forschungsrat mit knapp 2,5 Millionen Euro unterstützt.

## Publikationen (Auswahl)
- Dwarfs in Ancient Egypt and Greece (Oxford Monographs on Classical Archaeology). Clarendon Press, Oxford 1994, ISBN 978-0-19-814699-5 (Dissertation).
- Jumeaux, jumelles dans l’Antiquité grecque et romaine. Akanthus, Zürich 2005, ISBN 978-3-905083-20-0.
- mit Helen King: La médecine dans l’Antiquité grecque et romaine. Edition BHMS, Lausanne 2008, ISBN 978-2-9700536-6-8.
- mit Thomas Spath (Hrsg.): Children, Memory, and Family Identity in Roman Culture. Practitioner, Oxford 2010. ISBN 978-0-19-958257-0.
- mit Jean-Michel Spieser (Hrsg.): Les savoirs magiques et leur transmission de l’Antiquité à la Renaissance. Sismel, Florenz 2014, ISBN 978-88-8450-493-7.
- Le sourire d'Omphale. Maternité et petite enfance dans l'Antiquité. Rennes 2015, ISBN 978-2-7535-4015-6.
- Probaskania: Amulets and Magic in Antiquity in: Dietrich Boschung, Jan N. Bremmer (Hrsg.): The Materiality of Magic (Mophomata 20). Wilhelm Fink, Paderborn 2015, ISBN 978-3-7705-5725-7.
- Amulets, the Body and Personal Agency in: Adam Parker, Stuart McKie (Hrsg.): Material Approaches to Roman Magic: Occult Objects and Supernatural Substances (= TRAC Themes in Roman Archaeology 2). Oxbow Books, Oxford 2018, ISBN 978-1-78570-881-7.